# Barrage de Yaylakavak
Le barrage de Yaylakavak ou barrage de Karpuzlu est un barrage de Turquie construit sur la rivière Kocaçay (en turc : énorme rivière) près de Karpuzlu chef-lieu de district de la province d'Aydın. La rivière est un affluent de la Çine Çayı, affluent du Méandre.